# کلید گریز از مرکز
کلید گریز از مرکز (انگلیسی: Centrifugal switch) نوعی کلید است که با نیروی گریز از مرکز عمل می‌کند. بیشترین استفاده از این کلید در موتورهای الکتریکی و موتور بنزینی است.
شاید عمده‌ترین استفاده از این نوع کلید در موتورهای القایی تک‌فاز برای خارج‌سازی سیم‌پیچ تحریک از مدار باشد.